# زراعة

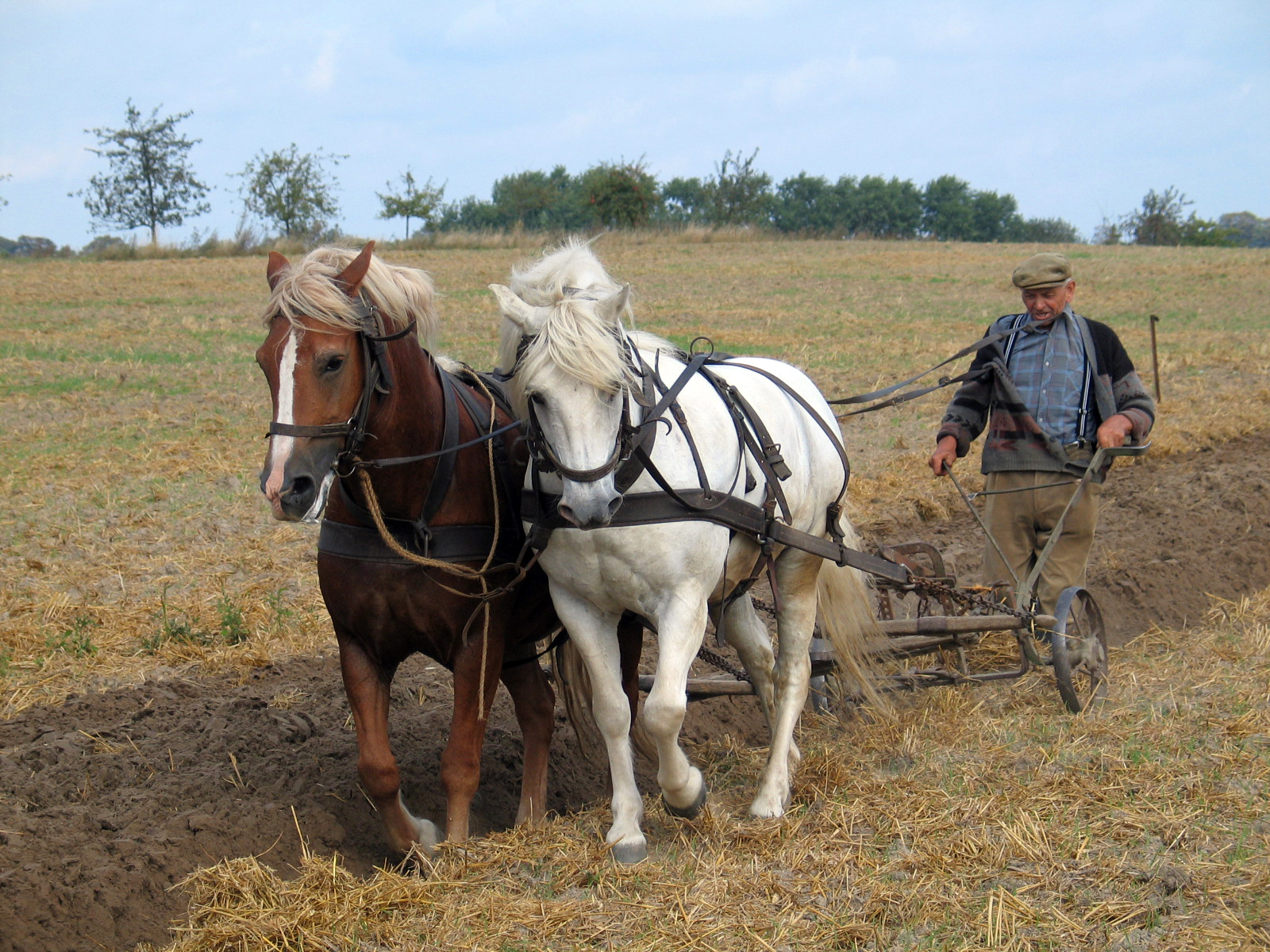
مزارع في ألمانيا يعمل في الأرض بالطريقة التقليدية، باستخدام حصان ومحراث.

الزِراعة أو الفِلاحة هي عملية إنتاج الغذاء، العلف، والألياف وسلع أخرى عن طريق التربية النظامية للنبات والحيوان.
كلمة زراعة هي مصدر الفعل «زَرَعَ» الحَب زرْعًا أي بَذَرهُ، وحرَثَ الأَرْضَ للزراعة أي هيَّئَهَا لبَذْرِ الحَب.
قديمًا الزراعة كانت تعني «علْمُ فلاحة الأراضي» فقط، ولكن كلمة زراعة الآن تغطي كما سبق الذكر كل الأنشطة الأساسية لإنتاج الغذاء والعلف والألياف، شاملة في ذلك كل التقنيات المطلوبة لتربية ومعالجة الماشية والدواجن.

## نظرة عامة

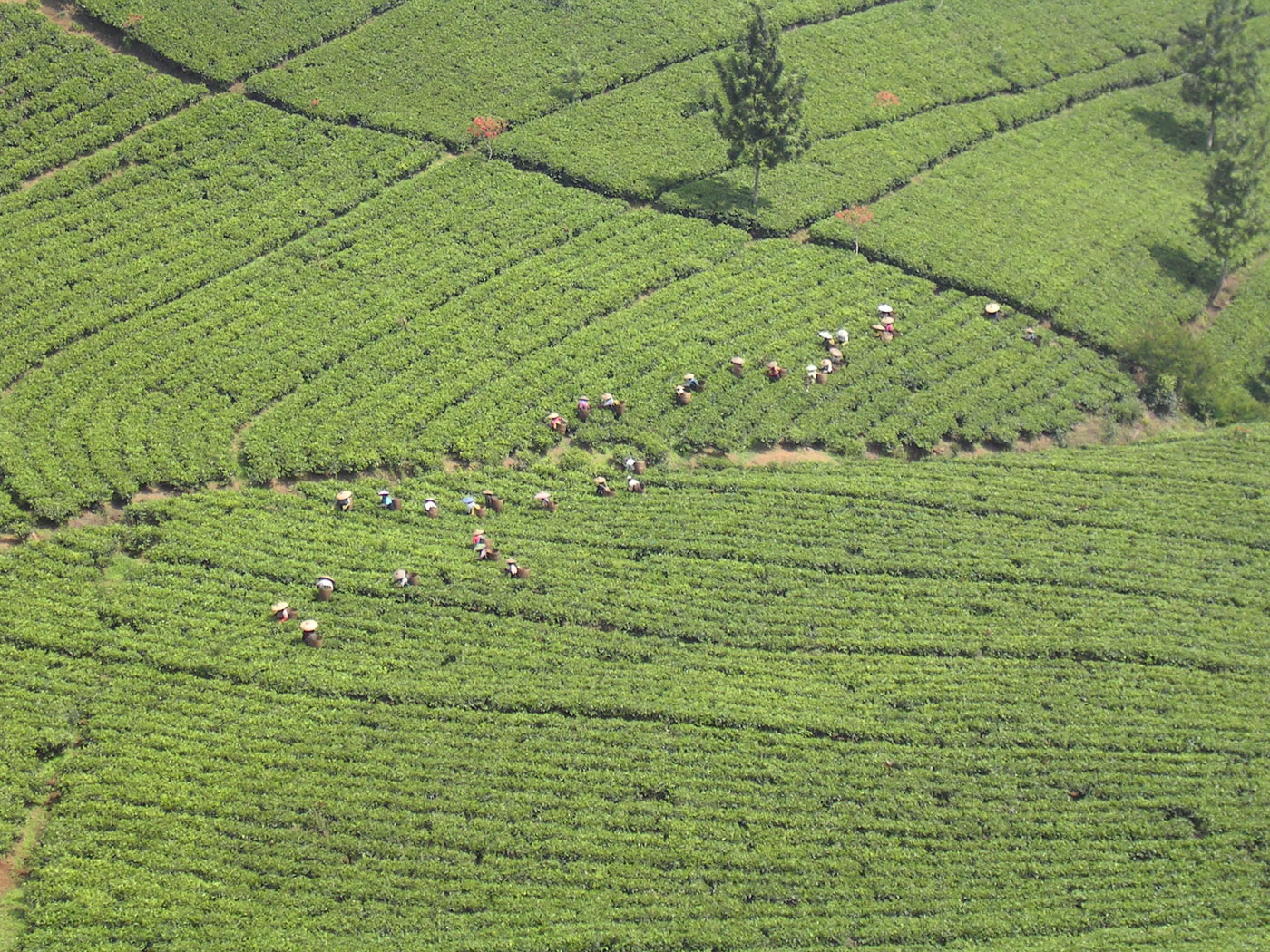
زراعة شاي في جاوا، أندونيسيا.

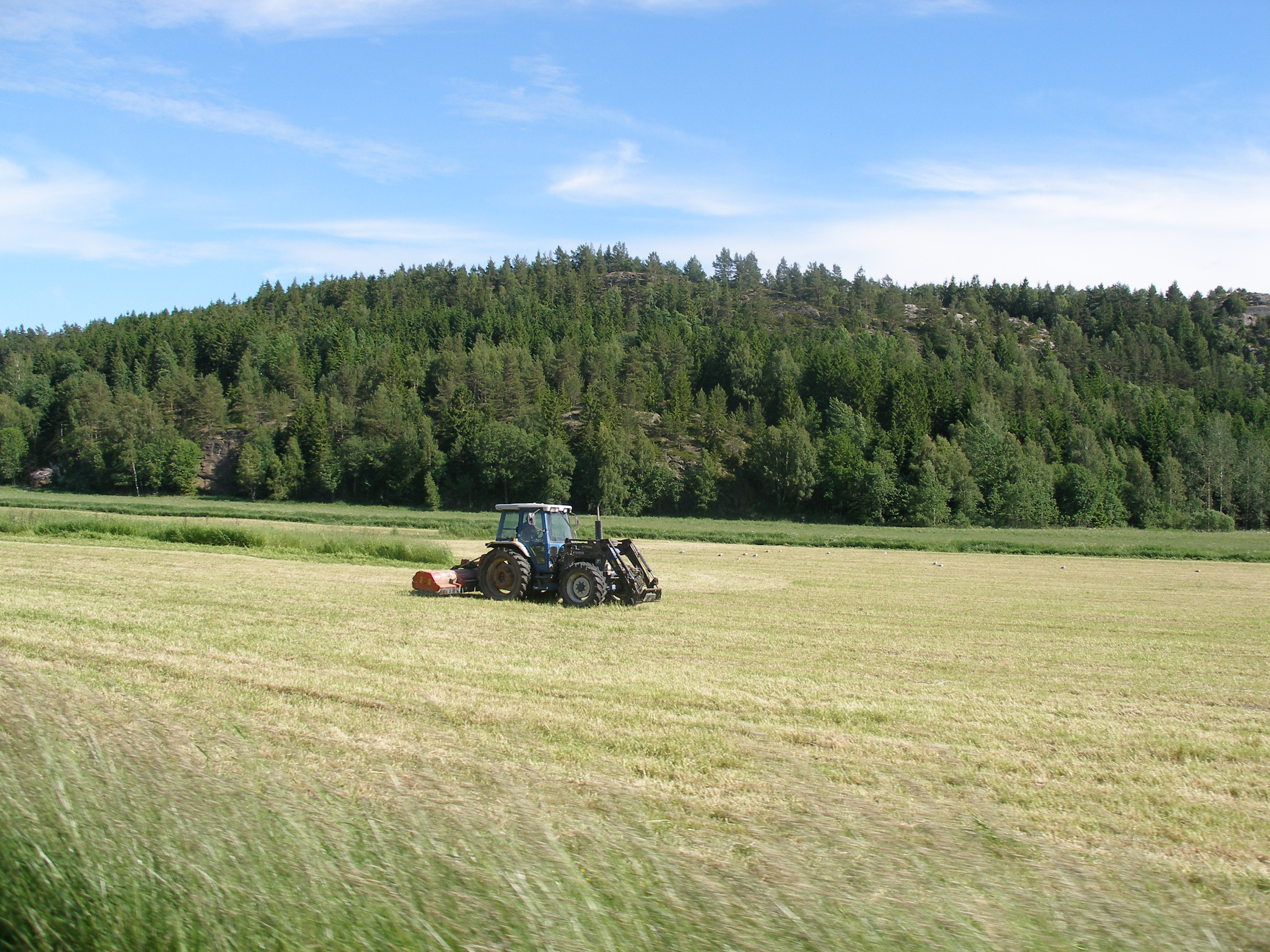
الزراعة باستخدام جرار في السويد.

الزراعة تشير إلى مجال واسع من أعمال الإنتاج الزراعية، مغُطية طيف كبير من قياسات العمل (مساحة أرض، مخرُجات إنتاج، إلخ...)، ممارسات والاتجاه التجارى. على طرف من هذا الطيف، هناك المزارع العيشية الذي يزرع مساحة صغيرة من الأرض بمدخلات موارد محدودة، وينتج غذاء يكفيه هو وعائلته فقط.
على الطرف الآخر من هذا الطيف هناك الزراعة التجارية المكثفة، والتي تشمل الزراعة الصناعية. وهذه الزراعة تتضمن حقول كبيرة وأعداد من الحيوانات، مدخلات موارد كبيرة (مبيدات، أسمدة، إلخ...)، ومستوى عال من الميكنة. هذه العمليات عامة تحاول أن تعظم الدخل المالى من المحاصيل والماشية والدواجن.
الزراعة الحديثة تمتد إلى حدود أبعد من الطرق التقليدية لإنتاج غذاء الأنسان وعلف الحيوان. السلع الزراعية المنتجة الأخرى تتضمن زهور القطف، نباتات الزينة ونباتات المشاتل، الأخشاب، الأسمدة، الجلود المستخدمة في صناعة المنتجات الجلدية، كيماويات صناعية (النشا، السكر، إيثانول، كحولات، اللدائن)، الألياف (القطن، الصوف، القنب، الكتان)،الوقود(الميثان من الكتلة الحيوية، الوقود الحيوى) والعقاقير القانونية والغير قانونية (المستحضرات الصيدلية الحيوية، التبغ، الأفيون، الكوكايين، القنب الهندي).
شهد القرن العشرون تغييرات ضخمة في الممارسات الزراعية، خصوصاً في مجال الكيمياء الزراعية. الكيمياء الزراعية تتضمن تطبيقات الأسمدة الكيميائية، المبيدات الحشرية الكيميائية (راجع مكافحة الآفات)، المبيدات الفطرية الكيميائية، تركيب التربة، تحليل المنتجات الزراعية، والاحتياجات الغذائية لحيوانات المزرعة. بداية من العالم الغربي، الثورة الخضراء قامت بنشر الكثير من هذه التغييرات إلى المزارع حول العالم، بنسب نجاح مختلفة.
من التغييرات الحديثة في الزراعة: الزراعة بدون تربة، تربية النبات، التهجين، المعالجة الوراثية، زراعة الأسطح، إدارة أفضل لمغذيات التربة، ومكافحة حشائش محسُنة. لقد أنتجت لنا الهندسة الوراثية محاصيل لها سمات تفوق النباتات الموجودة طبيعياً، كالحاصلات الأكبر ومقاومة الأمراض. البذور المعُدلة تنبتَ أسرع، وذلك يمكننا من تنميتها في مساحة نمو ممتدة. الهندسة الوراثية للنباتات موضوع مثير للجدل خصوصاً في حالة النباتات المقاومة لمبيدات الحشائش.
يقوم المهندسون الزراعيون بتطوير خطط للري، الصرف، الصيانة والهندسة الصحية، وذلك يكون ذو أهمية شديدة في المناطق الجافة عادة والتي تحتاج لرى مستمر، وأيضاً في المزارع الكبيرة.
التعبئة، المعالجة، وتسويق المنتجات الزراعية هي أنشطة مرتبطة ارتباطاً وثيقاً بالعلم. طرق التجميد السريع والتجفيف قامت بتوسيع السوق للمنتجات المزرعية (راجع حفظ الأغذية؛ صناعة تعبئة اللحوم).

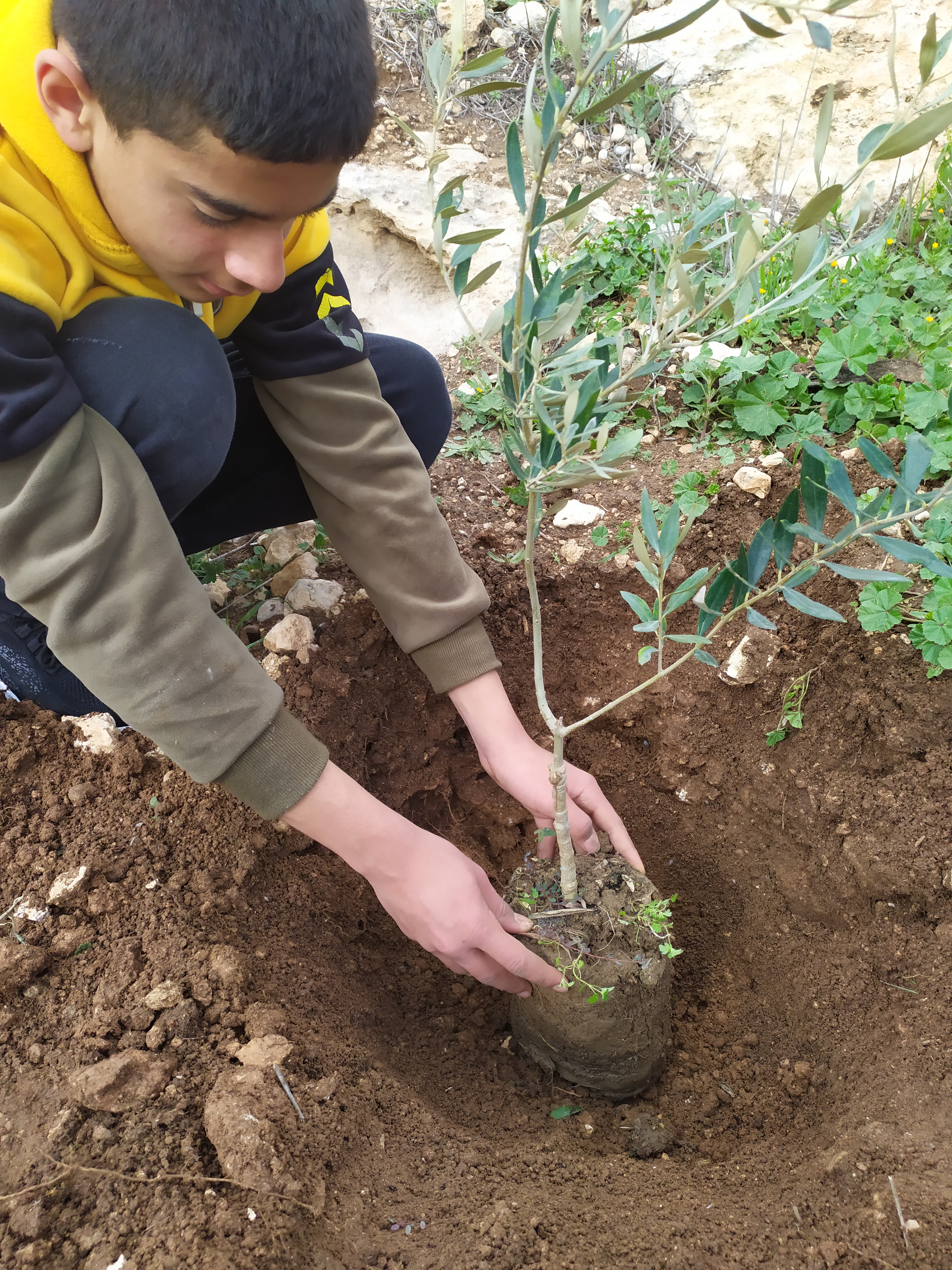
زراعة أشجار زيتون، فلسطين

الحيوانات، شاملة الأحصنة، البغال، الثيران، الجمال، الألبكة، الاما، والكلاب، كثيرا ما تستخدم هذه الحيوانات في فلاحة الحقول، حصاد المحاصيل ونقل منتجات المزارع إلى الأسواق.
طبائع الحيوان تعنى تربية وإنماء الحيوان من أجل اللحم أو من أجل جنى المنتجات الحيوانية (كاللبن، البيض أو الصوف) على أسس مستمرة.
قامت الآلات بزيادة عظيمة في كفاءة وإنتاجية المزارع في الغرب.الطائرات، طائرات الهليكوبتر، والشاحنات والجرارات يتم استخدامهم جميعا في الزراعة في الغرب لبذر البذور وعمليات الرش لمكافحة الحشرات والأمراض.

## تاريخ

### أصول قديمة
كان الإنسان البدائي يعيش على الصيد كثيرًا ولذلك كان يتجول دائماً للحصول على الطعام ولكن تم اكتشاف الزراعة للأول مرة في الحضارة السومرية في بلاد الرافدين العراق وسوريا حالياً.

### العصور الوسطى
خلال العصور الوسطى، قام المزارعون المسلمون في شمال أفريقيا والشرق الأدنى بتطوير ونشر التقانة الزراعية والتي تتضمن نظم الري المبنية على مبادئ الهيدروليك والهيدروستاتيك، واستخدام الآلات مثل السواقى، وآلات رفع الماء، والسدود، والخزانات.
قام المسلمون بكتابة كتب إرشادية زراعية ولكن تطبيقها مكاني (أي يجب تعديلها حتى تناسب مناطق أخرى)، وكانوا السبب في الانتشار الواسع للمحاصيل مثل: قصب السكر، الأرز، الموالح، المشمش، القطن، الخرشوف، الزعفران، وقام المسلمون أيضًا بجلب اللوز، والتين، ومحاصيل تحت استوائية مثل الموز إلى إسبانيا.

### من النهضة الأوروبية حتى عصرنا الحالي
لقد ساعد اختراع نظام تدوير المحاصيل أثناء العصور الوسطى، واستيراد المحراث الذي إخترعه الصينيون، على تحسين الكفاءة الزراعية بمقدار كبير.

## أقسام الإنتاج الزراعي

### الإنتاج النباتي

#### تحسين المحاصيل
يتم استئناس النباتات لزيادة المحصول، تحسين مقاومة الأمراض، احتمال الجفاف، تسهيل الحصاد وتحسين المذاق والقيمة الغذائية والعديد من الميزات الأخرى.
كان أثر الانتخاب الدقيق والتربية على مدى القرون ضخما على ميزات نباتات المحاصيل. يقوم مرُبوّ النبات باستخدام الصوب وتقنيات عديدة أخرى ليحصلوا على أكبر عدد ممكن من الأجيال في السنة الواحدة وذلك لتسريع عملية القيام بالتحسينات.

### الإنتاج الحيواني
يقوم مربوا الحيوانات في السابق على الاستفادة منها كعملة مادية ثابتة وعامل إنتاج ضخم، وايضاً في عصرنا الحالي كذالك وايضا يستخدمونها في الاقتناء إذا كانت الحيوانات خالية من العيوب أو انها جميلة في البنية الجسمانية وتعابير الوجه وتفاصيله ويطلقون عليها «المزايين».

## الحاصلات الزراعية

### إنتاج العالم للحاصلات الرئيسية لعام 2004
هناك محاصيل معينة في أقاليم نمو معينة في أنحاء العالم. بملايين الأطنان المترية، على حسب تقديرات الفاو. مثل محاصيل الحبوب ومنها القمح والشعير والذرة.
| أعلى المنتجات الزراعية، بنوعية المحصول (ملايين الأطنان المترية) بيانات 2004 | أعلى المنتجات الزراعية، بنوعية المحصول (ملايين الأطنان المترية) بيانات 2004 |
| --------------------------------------------------------------------------- | --------------------------------------------------------------------------- |
| الحبوب                                                                      | 2,263                                                                       |
| الخضروات والبطيخ                                                            | 866                                                                         |
| الجذور والساقيات                                                            | 715                                                                         |
| الألبان                                                                     | 619                                                                         |
| الفواكه                                                                     | 503                                                                         |
| اللحوم                                                                      | 259                                                                         |
| محاصيل الزيوت النباتية                                                      | 133                                                                         |
| الأسماك (تقديرات 2001)                                                      | 130                                                                         |
| البيض                                                                       | 63                                                                          |
| Pulses                                                                      | 60                                                                          |
| محاصيل الألياف                                                              | 30                                                                          |
| Source: منظمة الأغذية والزراعة (الفاو)                                      |                                                                             |

| أعلى المنتجات الزراعية، محاصيل منفردة (ملايين الأطنان المترية) بيانات 2004 | أعلى المنتجات الزراعية، محاصيل منفردة (ملايين الأطنان المترية) بيانات 2004 |
| -------------------------------------------------------------------------- | -------------------------------------------------------------------------- |
| قصب السكر                                                                  | 1,324                                                                      |
| الذرة                                                                      | 721                                                                        |
| القمح                                                                      | 627                                                                        |
| الأرز                                                                      | 605                                                                        |
| البطاطس                                                                    | 328                                                                        |
| الشمندر السكري                                                             | 249                                                                        |
| فول الصويا                                                                 | 204                                                                        |
| فاكهة نخيل الزيت                                                           | 162                                                                        |
| الشعير                                                                     | 154                                                                        |
| الطماطم                                                                    | 120                                                                        |
| Source: منظمة الأغذية والزراعة (الفاو)                                     |                                                                            |

## المشاكل البيئية
تؤدي الزراعة أحيانا إلى مشاكل بيئية وذلك لأن الزراعة تقوم بعمل تغييرات في البيئة الطبيعية وقد تنتج نواتج ثانوية ضارة.

### الآثار والتكاليف
تفرض الزراعة تكاليف خارجية متعددة على المجتمع من خلال تأثيرات مثل ضرر مبيدات الآفات على الطبيعة، خاصةً مبيدات الأعشاب ومبيدات الحشرات، وجريان المياه المغذية، واستخدام المياه بشكل مفرط، وفقدان البيئة الطبيعية. حدد تقييم أُجري عام 2000 للزراعة في المملكة المتحدة إجمالي التكاليف الخارجية لعام 1996 بمبلغ 2,343 مليون جنيه استرليني، أو 208 جنيه استرليني لكل هكتار. وخلص تحليل عام 2005 لهذه التكاليف في الولايات المتحدة إلى أن الأراضي الزراعية تفرض ما يقرب من 5 إلى 16 مليار دولار أي من 30 إلى 96 دولارًا لكل هكتار، في حين يفرض الإنتاج الحيواني 714 مليون دولار. وخلصت الدراستان اللتان ركزتا فقط على الآثار المالية إلى أنه ينبغي بذل المزيد من أجل استبعاد التكاليف الخارجية. لم تتضمن أي من الإعانات في تحليلها، لكنها لاحظت أن الإعانات تؤثر أيضًا على تكلفة الزراعة في المجتمع.
تسعى الزراعة إلى زيادة العائد وتخفيض التكاليف، وزيادة المحاصيل مع تحسين المدخلات مثل الأسمدة وإزالة مسببات الأمراض، والحيوانات المفترسة، والأعشاب الضارة. كما يعني انخفاض التكاليف مع زيادة حجم الوحدات الزراعية، مثل جعل الحقول أكبر، إزالة السياج النباتي، والخنادق ومناطق أخرى من مواطن سكن الكائنات. تقتل المبيدات تقتل الحشرات والنباتات والفطريات. وقد أدت هذه التدابير وغيرها إلى خفض التنوع البيولوجي إلى مستويات منخفضة جدًا في الأراضي المزروعة بكثافة.
في عام 2010، قام فريق الموارد الدولي التابع لبرنامج الأمم المتحدة للبيئة بتقييم الآثار البيئية للاستهلاك والإنتاج. ووجدت أن الزراعة واستهلاك الأغذية هما من أهم محركات الضغوط البيئية، لا سيما تغير مواطن سكن الكائنات وتغير المناخ واستخدام المياه والانبعاثات السامة. تعتبر الزراعة هي المصدر الرئيسي للسموم التي تُطلق في البيئة، بما في ذلك المبيدات الحشرية، وخاصةً تلك المستخدمة على القطن. ويذكر تقرير الاقتصاد الأخضر لعام 2011 الصادر عن برنامج الأمم المتحدة للبيئة أن عمليات الزراعة، باستثناء التغيرات في استخدام الأراضي، تنتج ما يقرب من 13 في المائة من انبعاثات الغازات الدفيئة البشرية المنشأ. ويشمل ذلك الغازات الدفيئة المنبعثة من استخدام مبيدات الآفات والمواد الكيميائية الزراعية غير العضوية في الأسمدة، والانبعاثات الناتجة عن إنتاج هذه المدخلات مدرجة في الانبعاثات الصناعية، ومدخلات طاقة الوقود الأحفوري. في المتوسط، نجد أن الكمية الإجمالية من مخلفات الإنتاج الزراعي لإنتاج الجيل الثاني من الوقود الحيوي تبلغ 3.8 مليار طن سنويًا بين عام 2011 وعام 2050، بمتوسط معدل نمو سنوي قدره 11 في المائة على مدار فترة الدراسة، وهو ما يمثل نموًا أعلى خلال السنوات الأولى، و 48 في المائة للفترة بين عامي 2011 و2020، ومتوسط سنوي للتوسع بنسبة 2 في المائة بعد عام 2020.

### قضايا الثروة الحيوانية
قال هينينج ستينفيلد، وهو أحد كبار المسئولين بالأمم المتحدة والذي شارك في تأليف تقرير للأمم المتحدة يفصّل هذه المشكلة «الثروة الحيوانية هي واحدة من أهم العوامل المساهمة في المشاكل البيئية الأكثر خطورة اليوم». يشغل الإنتاج الحيواني 70٪ من مجموع الأراضي المستخدمة للزراعة أو 30٪ من مساحة سطح الأرض. ويُعتبر واحدًا من أكبر مصادر الغازات الدفيئة المسؤولة عن 18٪ من انبعاثات الغازات الدفيئة في العالم كما تم قياسها بما يعادل ثاني أكسيد الكربون. وبالمقارنة، تنتج جميع وسائل النقل 13.5 ٪ من ثاني أكسيد الكربون. وينتج 65٪ من أكسيد النيتروز البشري المنشأ المسؤول عن 296 ضعفًا من احتمالية الاحترار العالمي لثاني أكسيد الكربون و 37٪ من جميع الميثان البشري المنشأ ويمثل 23 ضعف ارتفاع درجة الحرارة الناتجة عن ثاني أكسيد الكربون. كما يتولد 64 ٪ من انبعاث غاز الأمونيا. يُشار إلى التوسع في الثروة الحيوانية كعامل رئيسي في إزالة الغابات، حيث أصبحت 70٪ من منطقة الغابات السابقة الآن في حوض الأمازون مشغولة بالمراعي، بينما يُستخدم الباقي في المحاصيل الغذائية. تؤدي الثروة الحيوانية أيضًا من خلال إزالة الغابات وانحلال التربة إلى انخفاض التنوع البيولوجي. وعلاوةً على ذلك، ينص برنامج الأمم المتحدة للبيئة على أنه من المتوقع أن تزيد انبعاثات الميثان من الثروة الحيوانية العالمية بنسبة 60٪ بحلول عام 2030 في ظل الممارسات وأنماط الاستهلاك الحالية.

### قضايا الأرض والماء
يعتبر تحويل الأراضي، واستخدام الأراضي لإنتاج السلع والخدمات، الطريقة الأكثر أهمية التي يغير بها البشر النظم الإيكولوجية للأرض. كما يعتبر القوة الدافعة لفقد التنوع البيولوجي. تتراوح تقديرات كمية الأراضي التي حولها البشر من 39 إلى 50٪. تشير التقديرات إلى أن تدهور الأراضي، وهو تراجع طويل الأجل في وظائف النظم الإيكولوجية وإنتاجيتها، يحدث على 24 في المائة من الأراضي في جميع أنحاء العالم، مع زيادة تمثيل الأراضي الزراعية. يشير تقرير منظمة الأمم المتحدة للأغذية والزراعة إلى انحلال التربة باعتبارها العامل الرئيسي وراء التدهور، وتشير التقارير إلى أن 1.5 مليار شخص يعتمدون على تجريف الأراضي. يمكن أن يكون التدهور في عدة صور منها إزالة الغابات، والتصحر، وتآكل التربة، واستنزاف المعادن، أو التدهور الكيميائي أو ملوحة التربة.
يتسبب إغناء الماء والمغذيات الزائدة في النظم البيئية المائية إلى انتشار الطحالب ونقص الأكسجين في الماء، مما يؤدي إلى انتحار الأسماك وفقدان التنوع البيولوجي وجعل المياه غير صالحة للشرب والاستخدامات الصناعية الأخرى. يؤدي الإفراط في الإخصاب واستخدام السماد بالأراضي الزراعية، فضلاً عن الكثافة المرتفعة للثروة الحيوانية، إلى زيادة بعض العناصر بالتربة ولا سيما النيتروجين والفوسفور. تعتبر هذه العناصر الغذائية هي الملوثات الرئيسية غير محددة المصدر التي تسهم في الانجراف المائي للأنظمة البيئية المائية وتلوث المياه الجوفية؛ مما يتسبب بتأثيرات ضارّة على السكان. كما تقلل الأسمدة من التنوع البيولوجي الأرضي من خلال زيادة المنافسة على الضوء، وتفضل تلك الأنواع القادرة على الاستفادة من العناصر الغذائية المضافة. تمثل الزراعة 70%من عمليات سحب موارد المياه العذبة. كما تعتبر الزراعة نقطة جذب رئيسية للمياه من طبقات المياه الجوفية، وتستمد حاليًا من مصادر المياه الجوفية بمعدل لا يمكن تحمله. ومن المعروف منذ فترة طويلة أن طبقات المياه الجوفية في مناطق متنوعة مثل شمال الصين، وغابات نهر الغانج وغرب الولايات المتحدة أنها بدأت في الاستنزاف، ويمتد البحث الجديد لهذه المشاكل إلى طبقات المياه الجوفية في إيران والمكسيك والسعودية. يزداد الضغط على الموارد المائية من قبل الصناعة والمناطق الحضرية، وهذا يعني أن ندرة المياه آخذة في الزيادة تاركةً الزراعة تواجه تحدي إنتاج المزيد من الغذاء للسكان بالعالم المتنامي بموارد مائية منخفضة. كما يمكن أن يسبب استخدام مياه المزارع مشاكل بيئية رئيسية، بما في ذلك تدمير الأراضي الرطبة الطبيعية، وانتشار الأمراض المنقولة عن طريق المياه، وتدهور الأراضي من خلال التملح والتشبع بالمياه، عندما تُستخدم أساليب الري بشكل غير صحيح.

### مبيدات الآفات
ازداد استخدام مبيدات الآفات منذ عام 1950 إلى 2.5 مليون طن قصير سنويًا في جميع أنحاء العالم، ومع ذلك بقي فقد المحاصيل من الآفات ثابتًا نسبيًا. قدرت منظمة الصحة العالمية في عام 1992 أن ثلاثة ملايين حالة تسمم بمبيدات الآفات تحدث سنويًا، مما تسبب في 220,000 حالة وفاة. تتسب المبيدات الحشرية في مقاومةالآفات لمبيدات الآفات، مما يؤدي إلى حالة تسمى «مطحنة مبيدات الآفات» حيث تُنتَج المزيد من أنواع مبيدات الآفات لمقاومة الآفات.
يتحجج البعض أن استخدام مبيدات الآفات غرضه إنقاذ البيئة ومنع المجاعة عن طريق استخدام المبيدات الحشرية والزراعة المكثفة ذات العائد المرتفع، وهو رأي يتبين من خلال مقولة عنوانها الموقع الإلكتروني لمركز قضايا الغذاء العالمي: إن زراعة المزيد من الأراضي يترك المزيد من الأراضي الطبيعة. ومع ذلك، يرى النقاد أن المقايضة بين البيئة والحاجة إلى الغذاء ليست حتمية، وأن المبيدات ببساطة تحل محل الممارسة الزراعية السليمة مثل دوران المحاصيل. تتضمن تقنية إدارة الآفات الزراعية التي تعتمد على الدفع والجذب الربط البيني، باستخدام عبير النباتات لصد الآفات من المحاصيل وإغرائها إلى مكان يمكن إزالته منها.

### الاحتباس الحراري
يرتبط الاحتباس الحراري بالزراعة على نطاق عالمي. يؤثر الاحتباس الحراري على الزراعة من خلال التغيرات في متوسط درجات الحرارة، وهطول الأمطار، والطقس المتطرف (مثل العواصف وموجات الحرارة، وتغيرات الآفات والأمراض. وتغيرات مستويات ثاني أكسيد الكربون في الغلاف الجوي وتركيزات الأوزون على مستوى الأرض، والتغيرات في جودة تغذية بعض الأطعمة، والتغيرات فيارتفاع منسوب البحار. يؤثر الاحتباس الحراري بالفعل على الزراعة، مع تأثيرات موزعة بشكل غير متساو في جميع أنحاء العالم. ومن المحتمل أن يؤثر تغير المناخ المستقبلي سلبًا على إنتاج المحاصيل في المناطق الاستوائية، في حين قد تكون التأثيرات في خطوط العرض الشمالية إيجابية أو سلبية. ومن المحتمل أن يرفع الاحتباس الحراري من خطر انعدام الأمن الغذائي لبعض فئات السكان الضعيفة اقتصاديًا، مثل الفقراء.
كما تُعتبر تربية الحيوانات مسؤولة عن إنتاج الغازات الدفيئة من ثاني أكسيد الكربون والميثان في العالم، مما يتسبب في العقم المستقبلي للأراضي، وتشريد الأحياء البرية. كما تساهم الزراعة في تغير المناخ من خلال انبعاثات الغازات الدفيئة البشرية المنشأ، وتحويل الأراضي غير الزراعية مثل الغابات للاستخدام الزراعي. ساهمت الزراعة وتربية الحيوانات بنحو 20 إلى 25٪ في الانبعاثات السنوية العالمية في عام 2010. كما يمكن لمجموعة من السياسات أن تقلل من مخاطر التأثيرات السلبية لتغير المناخ على الزراعة، وانبعاثات الغازات الدفيئة من القطاع الزراعي.

### الاستدامة
أسفرت أساليب الزراعة الحالية عن إهدار الكثير من الموارد المائية، ومستويات عالية من تآكل التربة، وخفض خصوبة التربة. لا توجد مياه كافية لمواصلة الزراعة باستخدام الممارسات الحالية، وبالتالي يجب إعادة النظر في مدى أهمية موارد المياه والأراضي والنظام البيئي لتعزيز المحاصيل. يمكن أن يكون الحل هو إعطاء قيمة للأنظمة البيئية، والاعتراف بالمقايضات البيئية والمعيشية، وتحقيق التوازن بين حقوق مجموعة متنوعة من المستخدمين والمصالح. كما يجب معالجة أوجه عدم المساواة التي تنجم عن اعتماد مثل هذه الطرق، مثل إعادة توزيع المياه من الفقراء إلى الأغنياء، أو إزالة الأراضي لإفساح الطريق أمام الأراضي الزراعية الأكثر إنتاجية، أو الحفاظ على نظام الأراضي الرطبة الذي يحد من حقوق الصيد.
تساعد التطورات التكنولوجية على تزويد المزارعين بالأدوات والموارد لجعل الزراعة أكثر استدامة. تسمح التكنولوجيا بالابتكارات مثل الحراثة الحفظية، وهي عملية زراعية تساعد على منع فقدان التربة للتآكل، وتقلل من تلوث المياه، وتعزز امتصاص الكربون.
ووفقًا لتقرير صادر عن المعهد الدولي لبحوث السياسات الغذائية سيكون للتكنولوجيات الزراعية التأثير الأكبر على إنتاج الأغذية إذا تم تبنيها مع بعضها البعض، باستخدام نموذج يقيم كيف يمكن للتكنولوجيات الإحدى عشر أن تؤثر على الإنتاجية الزراعية والأمن الغذائي والتجارة بحلول عام 2050. ووجد المعهد الدولي لبحوث السياسات الغذائية أن عدد الأشخاص المعرضين لخطر الجوع يمكن أن ينخفض بنسبة تصل إلى 40٪ ويمكن خفض أسعار المواد الغذائية بمقدار النصف تقريبًا. يمكن تلبية الطلب المتزايد على السعرات الحرارية لسكان الأرض مع التنبؤات الحالية بتغير المناخ عن طريق التحسين الإضافي في الأساليب الزراعية، وتوسيع المناطق الزراعية، وتعديل عقلية المستهلك الموجهة نحو الاستدامة.

### الاعتماد على الطاقة
منذ أربعينيات القرن العشرين، ازدادت الإنتاجية الزراعية كثيرًا، ويرجع ذلك إلى حد كبير إلى زيادة استخدام الميكنة والأسمدة ومبيدات الآفات الكثيفة الاستخدام للطاقة. تأتي الغالبية العظمى من هذه الطاقة من مصادر الوقود الأحفوري. وبين الستينات والثمانينات من القرن العشرين، أثّرت الثورة الخضراء في الزراعة حول العالم، مع زيادة إنتاج الحبوب العالمية كثيرًا بين 70٪ و 390٪ للقمح و 60٪ إلى 150٪ للأرز، اعتمادًا على المنطقة الجغرافية  وتعداد السكان في العالم. وقد أثار الاعتماد الكبير على البتروكيماويات المخاوف من أن نقص النفط يمكن أن يرفع التكاليف ويقلل من الإنتاج الزراعي.
تعتمد الزراعة الصناعية على الوقود الأحفوري بطريقتين أساسيتين: الاستهلاك المباشر للمزرعة وتصنيع المدخلات المستخدمة في المزرعة. يشمل الاستهلاك المباشر استخدام مواد التشحيم والوقود لتشغيل المركبات والآلات الزراعية.
يشمل الاستهلاك غير المباشر صناعة الأسمدة والمبيدات والآلات الزراعية. وعلى وجه الخصوص، يمكن إنتاج الأسمدة النيتروجينية لأكثر من نصف استخدام الطاقة الزراعية. ويشكل الاستهلاك المباشر وغير المباشر للمزارع الأمريكية معًا حوالي 2٪ من استخدام الطاقة في البلاد. بلغ استهلاك الطاقة المباشر وغير المباشر من قبل مزارع الولايات المتحدة ذروته في عام 1979، ومنذ ذلك الحين انخفض تدريجيًا. لا تشمل النظم الغذائية الزراعة فحسب، بل تشمل التصنيع خارج المزرعة، والتعبئة، والنقل، والتسويق، والاستهلاك، والتخلص من المواد الغذائية والمواد الغذائية. تمثل الزراعة أقل من خمس استخدام الطاقة في النظام الغذائي في الولايات المتحدة.

## التخصصات

### الاقتصاد الزراعي
يشير الاقتصاد الزراعي إلى صلة الاقتصاد بإنتاج وتوزيع واستهلاك السلع والخدمات الزراعية. بدأ الجمع بين الإنتاج الزراعي والنظريات العامة للتسويق والأعمال كنظام دراسي في أواخر القرن التاسع عشر، ونما كثيرًا خلال القرن العشرين. وعلى الرغم من أن دراسة الاقتصاد الزراعي حديثة نسبيًا، إلا أن الاتجاهات الرئيسية في الزراعة أثرت كثيرًا على الاقتصاديات الوطنية والدولية على مدار التاريخ، بدءًا من المزارعين المستأجرين والمزارعين في الحرب الأهلية الأمريكية في جنوب الولايات المتحدة إلى النظام الإقطاعي الأوروبي والمانورالية. في الولايات المتحدة، وفي أماكن أخرى، ارتفعت تكاليف الأغذية التي تعزى إلى تصنيع الأغذية وتوزيعها والتسويق الزراعي، والتي يُشار إليها أحيانًا باسم سلسلة القيمة، في حين انخفضت التكاليف التي تُعزى إلى الزراعة. ويرتبط ذلك بزيادة كفاءة الزراعة، مقترنة بزيادة مستوى القيمة الإضافية التي توفرها سلسلة التوريد مثل المنتجات الأكثر معالجة. وقد ازداد تركيز السوق في القطاع الزراعي كذلك، وعلى الرغم من أن التأثير الكُلي لزيادة تركيز السوق من المرجح أن يرفع من كفاءة العملية الزراعية، إلا أن التغييرات تعيد توزيع الفائض الاقتصادي من المنتجين والمزارعين والمستهلكين، وقد يكون لها آثار سلبية على المجتمعات الريفية.
يمكن لسياسات الحكومة الوطنية أن تغير كثيرًا السوق الاقتصادي للمنتجات الزراعية، في شكل ضرائب ودعم حكومي، والرسوم الجمركية وغيرها من التدابير. منذ الستينات على الأقل، أثّرت مجموعة من القيود التجارية وسياسات سعر الصرف والإعانات على المزارعين في كل من البلدان النامية والمتقدمة. في الثمانينات من القرن العشرين، تعرض المزارعون غير المدعومين في البلدان النامية لآثار سلبية من السياسات الوطنية التي خلقت أسعارًا عالمية منخفضة بشكل مصطنع للمنتجات الزراعية. وبين منتصف الثمانينات وأوائل العقد الأول من القرن الحادي والعشرين، حددت العديد من الاتفاقيات الدولية التعريفات الزراعية، والإعانات المالية وغيرها من القيود التجارية.
ومع ذلك، كان لا يزال هناك قدر كبير من التشويه المدفوع بالسياسات في أسعار المنتجات الزراعية العالمية اعتبارًا من عام 2009. وكانت المنتجات الزراعية الثلاثة التي تحتوي على أكبر قدر من تشويه التجارة هي السكر والحليب والأرز، ويرجع السبب في ذلك بالأساس إلى الضرائب. ومن بين البذور الزيتية، كان للسمسم أكبر قدر من الضرائب، ولكن عمومًا، كانت الضرائب المفروضة على الحبوب العلفية والبذور الزيتية أقل بكثير من الضرائب المفروضة على المنتجات الحيوانية. ومنذ الثمانينات من القرن الماضي، شهدت التشوهات التي تحركها السياسات انخفاضًا أكبر بين المنتجات الحيوانية مقارنة بالمحاصيل خلال الإصلاحات العالمية في السياسة الزراعية. وبالرغم من هذا التقدم، لا تزال بعض المحاصيل مثل القطن تتأثر بأشكال الدعم التي تقدمها البلدان المتقدمة والتي تقلل بشكل مصطنع من الأسعار العالمية، مما يتسبب في خلق المزيد من الصعوبات للمزارعين غير المدعومين في البلدان النامية. تُصنّف السلع غير المصنعة مثل الذرة وفول الصويا والماشية عمومًا للإشارة إلى الجودة، مما يؤثر على السعر الذي يستلمه المنتج. تٌقيّم السلع عمومًا بكميات الإنتاج مثل الحجم أو العدد أو الوزن.

### العلوم الزراعية
علم الإنتاج النباتي هو حقل واسع متعدد التخصصات من علم الأحياء الذي يشمل أجزاء من العلوم الدقيقة والطبيعية والاقتصادية والاجتماعية المستخدمة في ممارسة الزراعة وفهمها. ويغطي هذا المجال مواضيع مثل الهندسة الزراعية وتربية النباتات وعلم الوراثة وعلم أمراض النبات، ونمذجة المحاصيل، وعلم التربة، وعلم الحشرات، وتقنيات تحسين الإنتاج، ودراسة الآفات ومقاومتها، ودراسة الآثار البيئية الضارة مثل تدهور التربة، وإدارة المخلفات، والمعالجة الحيوية.
بدأت الدراسة العلمية للزراعة في القرن الثامن عشر، عندما أجرى يوهان فريدريش ماير تجارب على استخدام جص كبريتات الكالسيوم كأسمدة. أصبح البحث أكثر انتظامًا عندما بدأ جون لايس وهنري جيلبرت في عام 1843 مجموعة من التجارب الميدانية الزراعية طويلة المدى في محطة روتهامستد للأبحاث في إنجلترا، ولا نزال بعض التجارب مثل تجربة حديقة العشب قيد الدراسة. في أمريكا، قدم قانون هاتش عام 1887 تمويلاً لما أُطلق عليه لأول مرة العلوم الزراعية، مدفوعًا باهتمام المزارعين بالأسمدة. في علم الحشرات الزراعية، بدأت وزارة الزراعة الأمريكية في إجراء أبحاث في مجال المكافحة البيولوجية في عام 1881، ووضعت أول برنامج كبير لها في عام 1905. كما بحثت أوروبا واليابان عن الأعداء الطبيعية للعثة الغجرية وعثة الذيل البني، والشبيه الطفيلي مثل الدبابير الانفرادية والحيوانات المفترسة على حد سواء في الولايات المتحدة الأمريكية.

## السياسات
السياسة الزراعية هي مجموعة من القرارات والإجراءات الحكومية المتعلقة بالزراعة المحلية والواردات من المنتجات الزراعية الأجنبية. تقوم الحكومات عادةً بتنفيذ سياسات زراعية تهدف إلى تحقيق نتيجة محددة في أسواق المنتجات الزراعية المحلية. تشمل بعض الموضوعات الشاملة التعامل مع المخاطر وتعديلها بما في ذلك السياسات المتعلقة بتغير المناخ وسلامة الأغذية والكوارث الطبيعية، والاستقرار الاقتصادي بما في ذلك السياسات المتعلقة بالضرائب، والموارد الطبيعية والاستدامة البيئية وخاصةً إدارة المياه والبحث والتطوير، والوصول إلى الأسواق للسلع المحلية بما في ذلك العلاقات مع المنظمات والاتفاقات العالمية مع الدول الأخرى. كما يمكن للسياسة الزراعية أن تهتم بجودة الغذاء، وتضمن أن يكون الإمداد الغذائي ذا جودة ثابتة ومعروفة فيما يُعرف بالأمن الغذائي، وضمان أن الإمدادات الغذائية تلبي احتياجات السكان، وعلم الحفظ الحيوي. يمكن أن تتراوح برامج السياسات بين البرامج المالية مثل الإعانات لتشجيع المنتجين على التسجيل في برامج ضمان الجودة الطوعية.
يوجد العديد من العوامل المؤثرة على إنشاء السياسة الزراعية، بما في ذلك المستهلكين، والأعمال التجارية الزراعية، وجماعات الضغط التجارية والمجموعات الأخرى. تملك المصالح التجارية الزراعية قدرًا كبيرًا من التأثير على صنع السياسة، في شكل من أشكال الضغط السياسي. كما تعمل مجموعات العمل السياسي بما في ذلك المهتمين بالقضايا البيئية والنقابات العمالية على التأثير على تلك السياسات، كما تفعل جماعات الضغط التي تمثل السلع الزراعية الفردية. تقود منظمة الأغذية والزراعة للأمم المتحدة الجهود الدولية للقضاء على الجوع وتوفر محفلاً للتفاوض بشأن اللوائح والاتفاقات الزراعية العالمية. يقول الدكتور صامويل جوتزي مدير قسم الإنتاج الحيواني وصحة الحيوان في منظمة الأغذية والزراعة: إن الضغط من جانب الشركات الكبيرة قد أوقف الإصلاحات التي من شأنها تحسين صحة الإنسان والبيئة. على سبيل المثال، فشلت المقترحات في عام 2010 بشأن برامج ضمان الجودة الطوعية لصناعة الثروة الحيوانية بسبب ضغط شركة الأغذية الكبيرة. كانت تلك البرامج ستوفر حوافز لتحسين معايير الصحة، واللوائح البيئية مثل عدد الحيوانات التي يمكن أن تدعمها مساحة الأرض دون ضرر طويل المدى.

## وصلات خارجية
- مواد حول الزراعة من مجموعة البنك الدولي (بالإنجليزية)